# Ponte romano di Salamanca

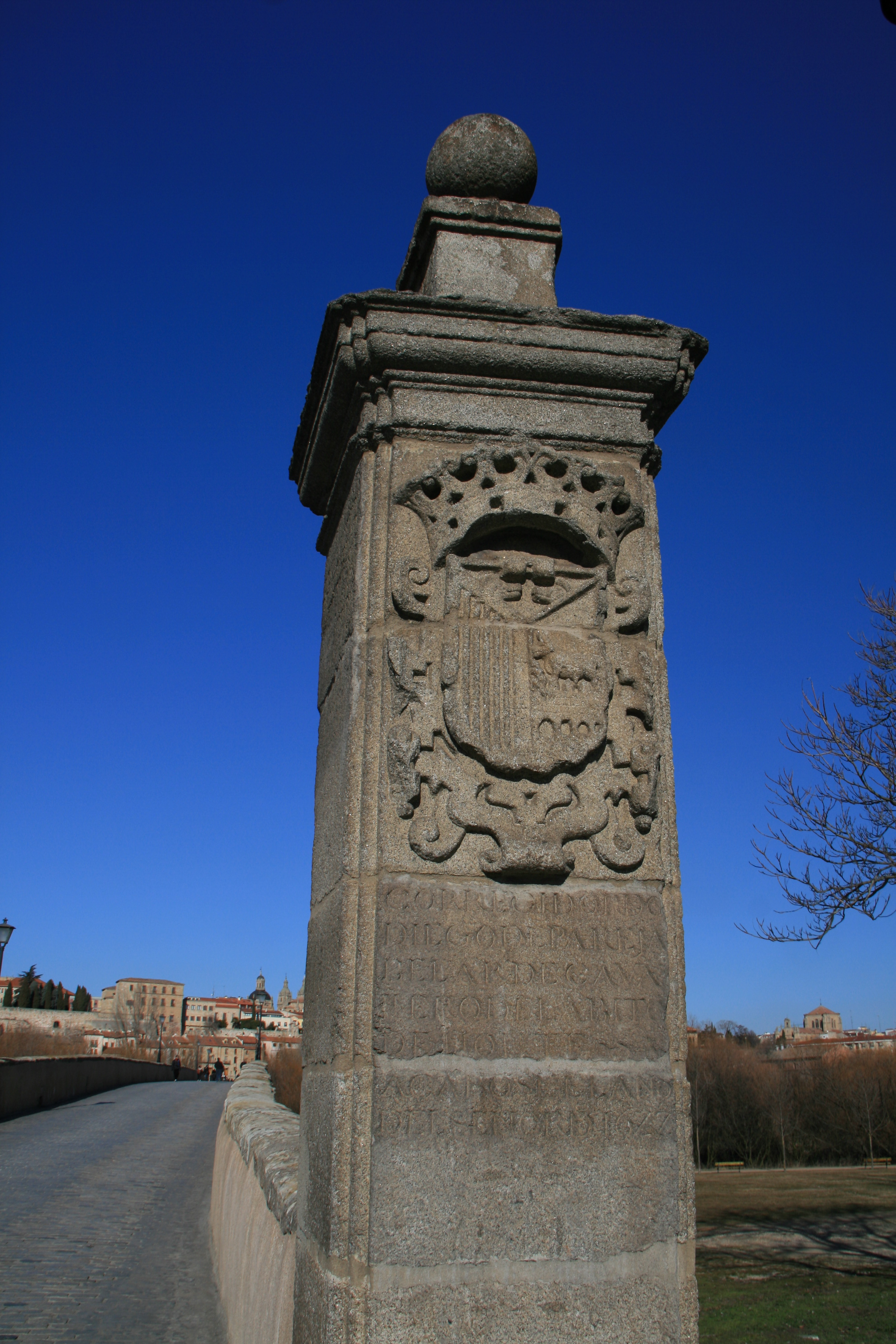
Particolare del ponte romano di Salamanca

Il Puente Mayor del Tormes, meglio noto come ponte romano di Salamanca è un ponte sul fiume Tormes . della città spagnola di Salamanca, in Castiglia e León (Spagna centrale), eretto in epoca romana, intorno al I-II secolo d.C. e parzialmente rifatto tra il XVI e il XVII secolo. Era parte della Via dell'Argento, la strada che univa Mérida ad Astorga.

## Storia
L'epoca di costruzione è incerta.
Secondo alcuni storici, risalirebbe al I secolo d.C., ovvero all'epoca dell'imperatore Traiano; altri lo fanno risalire all'epoca di Augusto, altri ancora all'epoca di Vespasiano. L'attribuzione all'epoca di Traiano sarebbe avvalorata dal fatto che tale imperatore fu uno dei fautori della Via dell'Argento.

## Descrizione
Il ponte si trova in un terreno roccioso nella parte sud-occidentale del centro cittadino, nei pressi del Museo Art Nouveau y Art Déco.
Il ponte misura circa 176 metri in lunghezza e 3,70 metri in larghezza.
È composto di 26 arcate a tutto sesto, 15(o 11, secondo un'altra fonte) delle quali sono originali di epoca romana, mentre le restanti sono il frutto di rifacimento avvenuto tra il XVI e il XVII secolo.

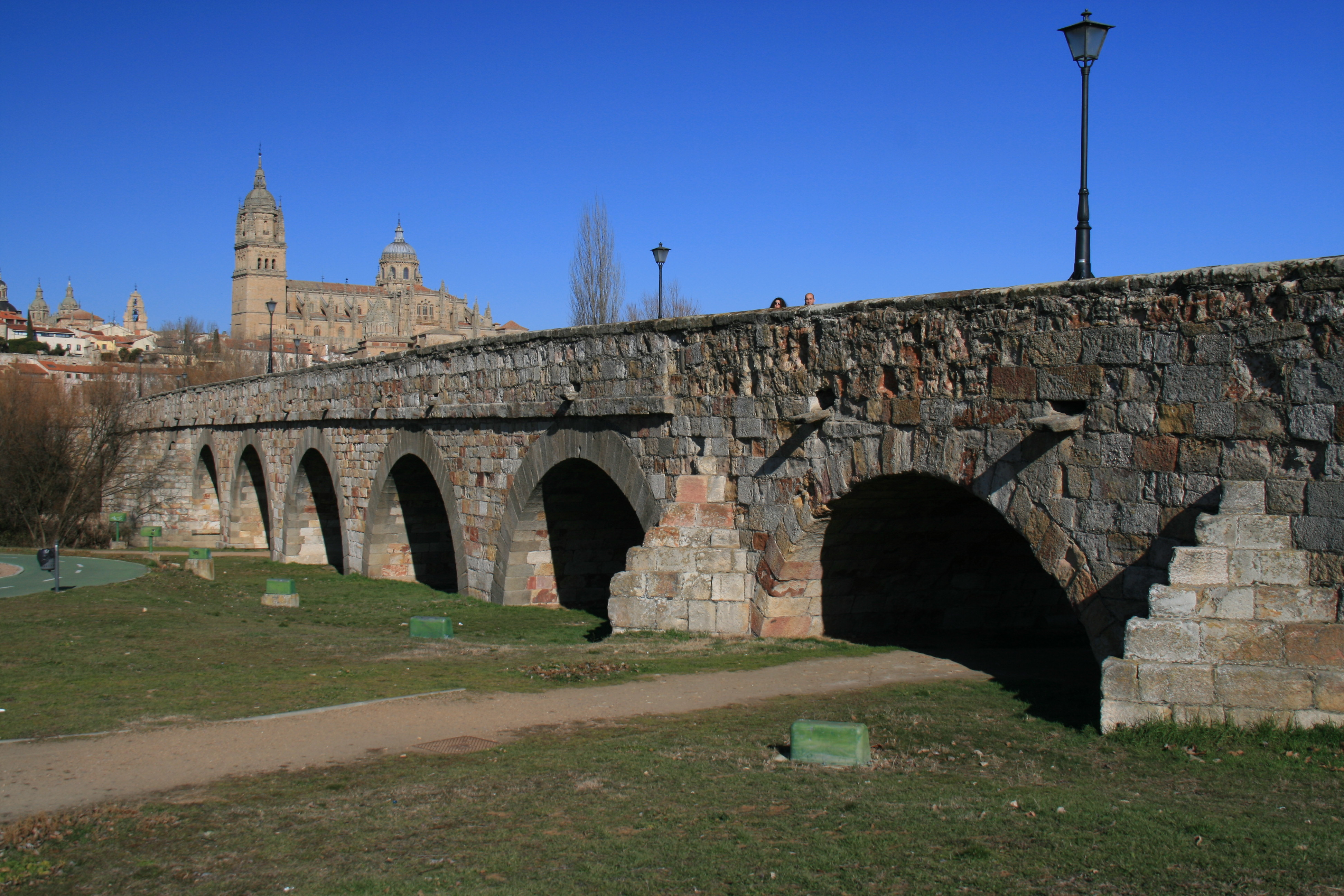
Arcate del ponte